# Джозеф Грімальді
Джозеф Грімальді (англ. Joseph Grimaldi, 18 грудня 1778, Лондон — 31 травня 1837, Лондон) — англійський актор, батько сучасної клоунади, один з найвідоміших клоунів Англії, що вважається першим клоуном з білим (європейським) обличчям. Саме виступи Грімальді зробили Клоуна, як персонажа, центральною фігурою британських арлекінад.

## Біографія

### Сім'я та дитинство

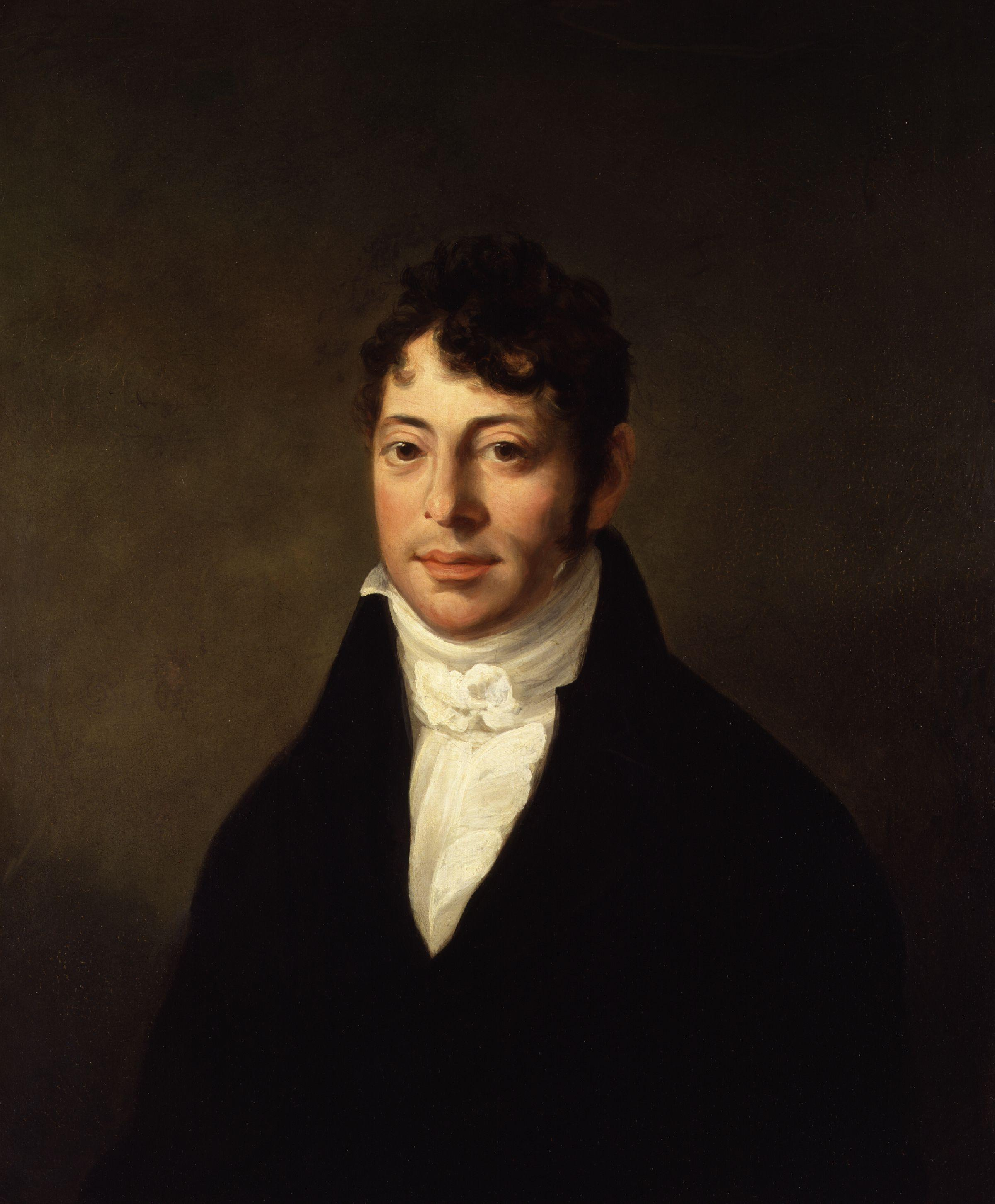
Портрет Джозефа Грімальді кисті Джона Кауса (John Cawse)

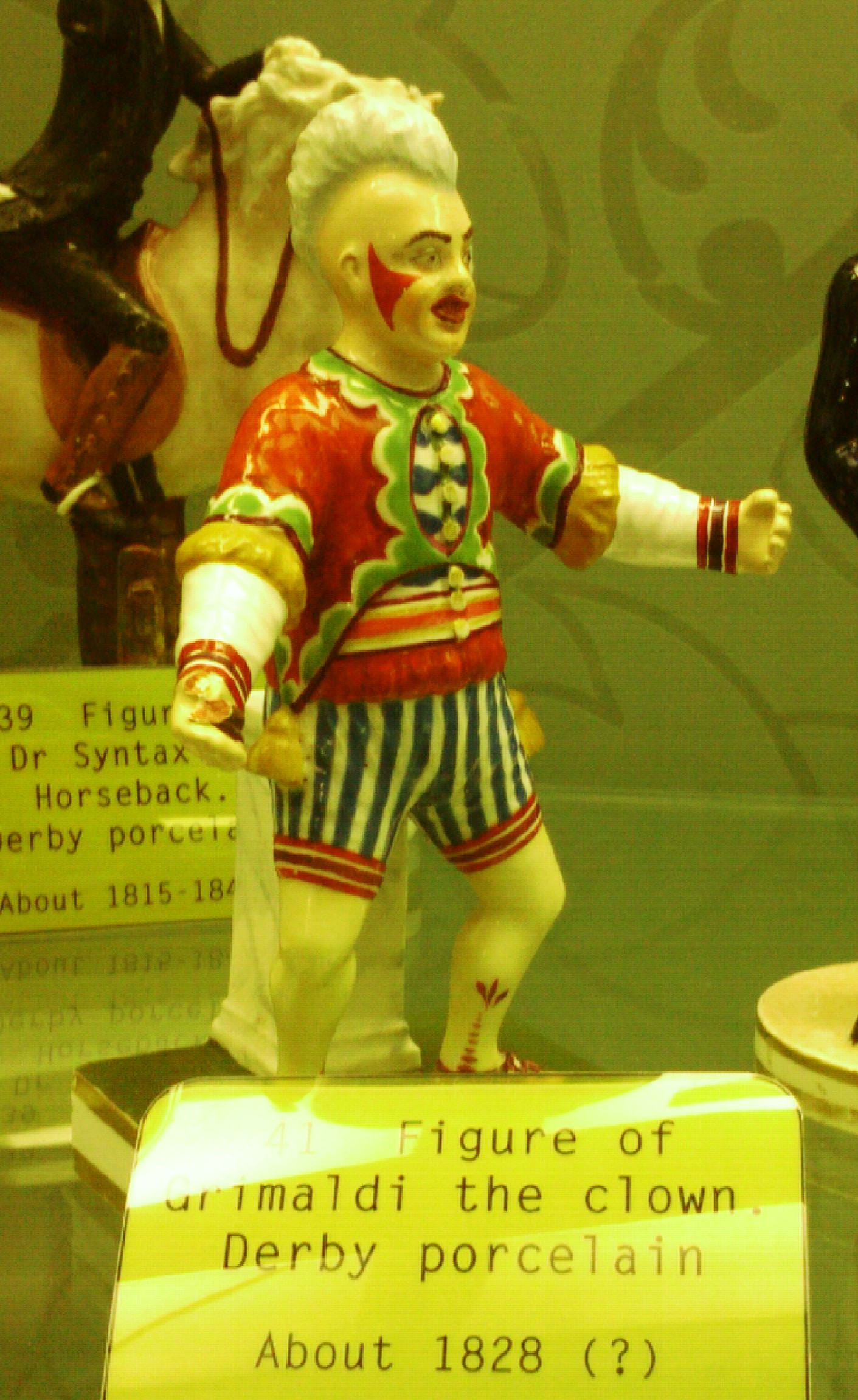
Фігурка виробництва Дербскої порцелянової мануфактури, що зображає Джозефа Грімальді. З колекції Музею та художньої галереї Дербі

Грімальді народився в одному з лондонських районів в сім'ї італійця, синьйора Джузеппе (Джозефа) Грімальді, що мав в лондонських театральних колах прізвисько Залізноногий (англ. Iron legs), пантоніміста, циркового художника і балетмейстера театру «Друрі-Лейн». Матір'ю маленького Джозефа була Ребекка Брукер, танцівниця кордебалету. Батько Грімальді помер в 1788 році, залишивши родину в боргах, коли Джозефу було всього дев'ять років. У віці менше двох років Джозеф вперше грає невелику роль на сцені лондонського театру «Друрі-Лейн», а у віці менше трьох років він періодично починає виступати на сцені театру «Садлерс Веллс».
Досягнувши юнацького віку, Грімальді закохується в дочку власника театру «Садлерс Уеллс» і одружується з нею. Через вісімнадцять місяців Марія Грімальді вмирає під час пологів. Грімальді знаходить розраду в роботі, і, через деякий час, одружується ще раз. Згодом його син, Джозеф Семюель Грімальді, приєднається до сімейного театральної професії, проте у віці тридцяти років зіп'ється і помре.

### Кар'єра
Грімальді вважається неперевершеним в амплуа клоуна-міма, досягнувши оглушливого успіху в постановці Королівського театру Ковент-Гарден «Казки матінки Гуски» і закріпивши згодом свій успіх в інших постановках.
У своїй справі Джозеф Грімальді став беззастережним новатором, оскільки його персонаж — клоун по імені Джой (Joey; гра слів від англ. Joy — радість) був, для того часу, сучасним клоуном, амплуа якого, проте, грунтувалося на традиційній ролі простака і дурника, що йшла ще з часів комедії дель арте. Грунтуючись на цьому новаторство, персонаж Грімальді стає центральним персонажем арлекінада. Його комедійна грація була незвичайна, він добре придумував візуальні трюки і буфонади, вміло викликаючи сміх публіки. На час, коли стають популярні мюзик-холи, Грімальді вводить в театр жіночу пантоміму, а також заводить традицію безпосередньої участі присутньої публіки в поданні.
Знаменитий в англомовному світі «анекдот про сумне клоуна» (в якому доктор радив клієнтові різні способи виходу з важкої депресії, і в підсумку порекомендував сходити на виставу одного клоуна, після чого клієнт зізнався, що він і є той самий клоун) спочатку розповідали про сам Грімальді.

### Вихід на пенсію

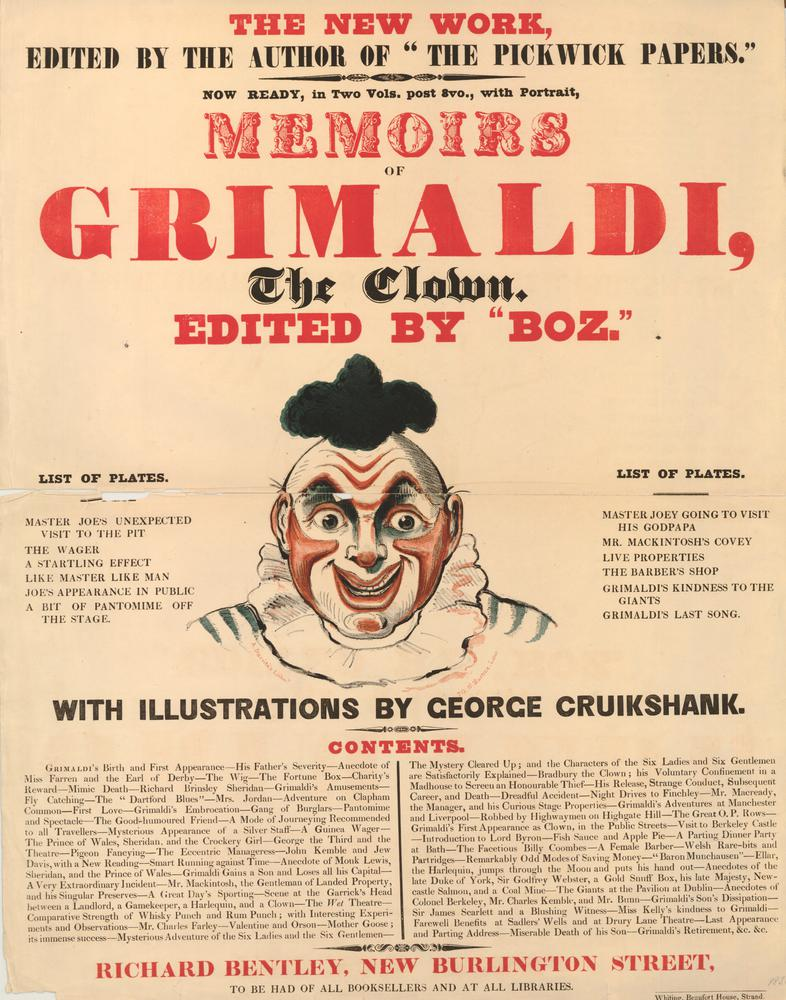

Поступово вік дає про себе знати, і, страждаючи від різних хвороб, Грімальді йде зі сцени. У своїй прощальній промові він говорив своїм слухачам: До 1828 року Грімальді повністю розоряється, і в театрах «Ковент Гарден» і «Садлер Уеллс» проходять благодійні вистави, що ставлять собі за мету зібрати грошей на проживання Грімальді. Фондом «Друрі-Лейн» йому була призначена пенсія в 100 фунтів стерлінгів на рік.
В останні роки життя Джозеф Грімальді ледь міг ходити, і багато часу проводив в лондонській таверні під назвою Cornwallis Tavern. Власник таверни Джордж Кук вечорами відносив його додому.
Грімальді, ставши калікою, граючи на сцені, помер в ніч на 31 травня 1837 року. Газета London Illustrated News в некролозі на його смерть написала: «Грімальді мертвий, і не залишив собі рівних. Ми боїмося, що дух пантоміми втрачений» (англ. Grimaldi is dead and hath left no peer. We fear with him the spirit of pantomime has disappeared).
У своєму заповіті Джозеф Грімальді просив, щоб після його смерті він був обезголовлений перед похованням, нібито через страх поховання живцем.
Могила Джозефа Грімальді знаходиться в парку Джозефа Грімальді (раніше у дворі каплиці Сент-Джеймс), на Пентонвілл-роуд в Іслінгтон. На будівлі в Granville Road є синя табличка на згадку, що він колись жив неподалік.